# Cimetière ouest de Strasbourg
Pour les articles homonymes, voir Cimetière de l'Ouest.
Le Cimetière Ouest est un cimetière situé dans le quartier de Cronenbourg à Strasbourg.

## Présentation
La décision d’implanter un nouveau cimetière à l’ouest de Strasbourg, dans le faubourg de Cronenbourg, est prise en 1890, profitant de la disponibilité des terrains au lieu-dit Galgen Rain et du Burgfeld, entre les fortifications de la ville et les premiers immeubles.
Le cimetière est ouvert en 1891 à l'époque de l'Empire allemand. Un monument aux morts de la guerre de 1870 y est érigé.
Il est situé à l’ouest de la ville, à l’entrée du quartier de Cronenbourg.

## Personnalités
Parmi les personnalités inhumées au cimetière ouest figurent les anciens maires de Strasbourg : Otto Back, maire de 1873 à 1880, Charles Hueber, maire de 1929 à 1935, et Marcel Rudloff, maire de 1983 à 1989, le philosophe et sociologue Georg Simmel, le comédien Germain Muller, le peintre Robert Kuven, le graveur Henri Bacher.

Dans les allées du cimetière ouest.
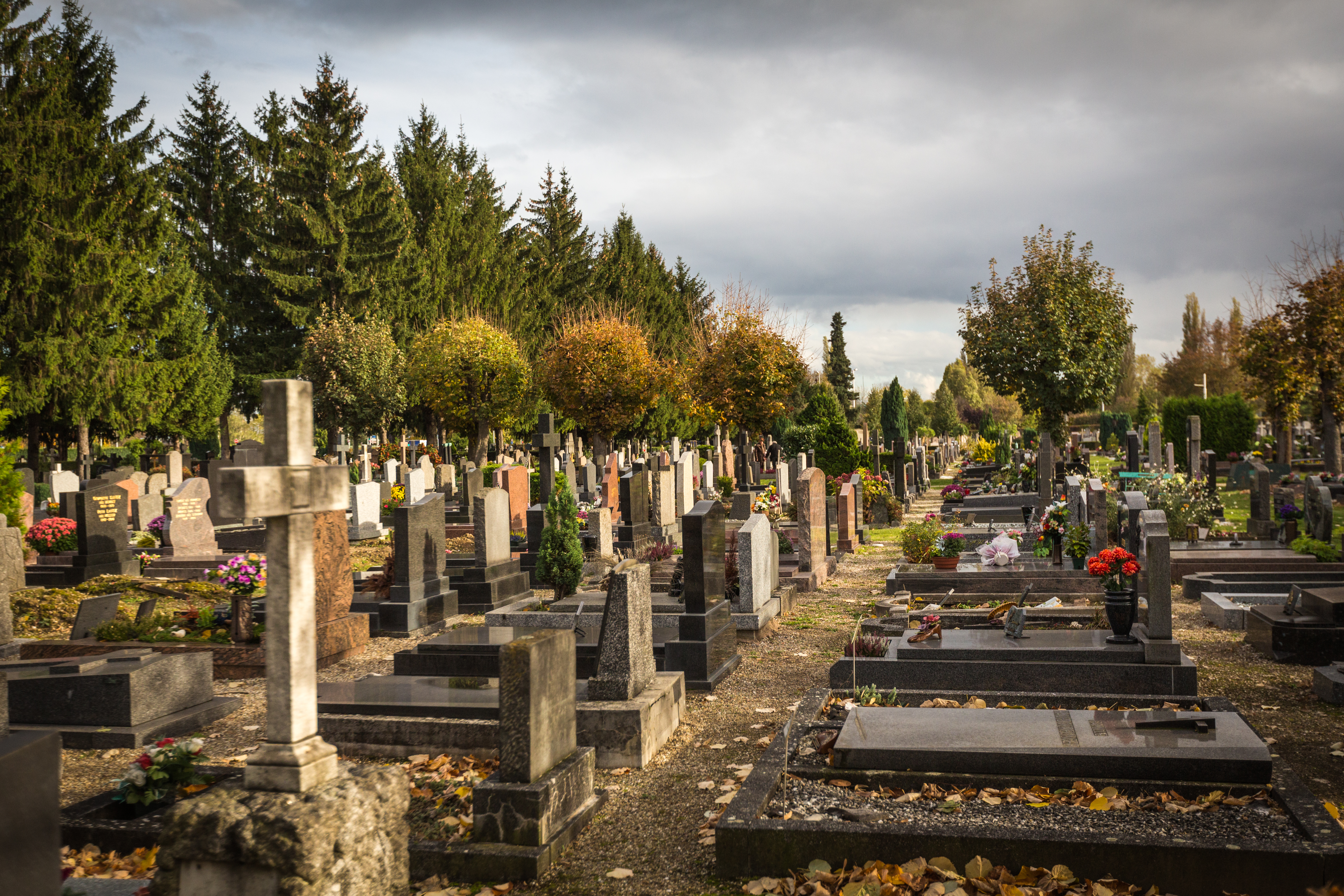
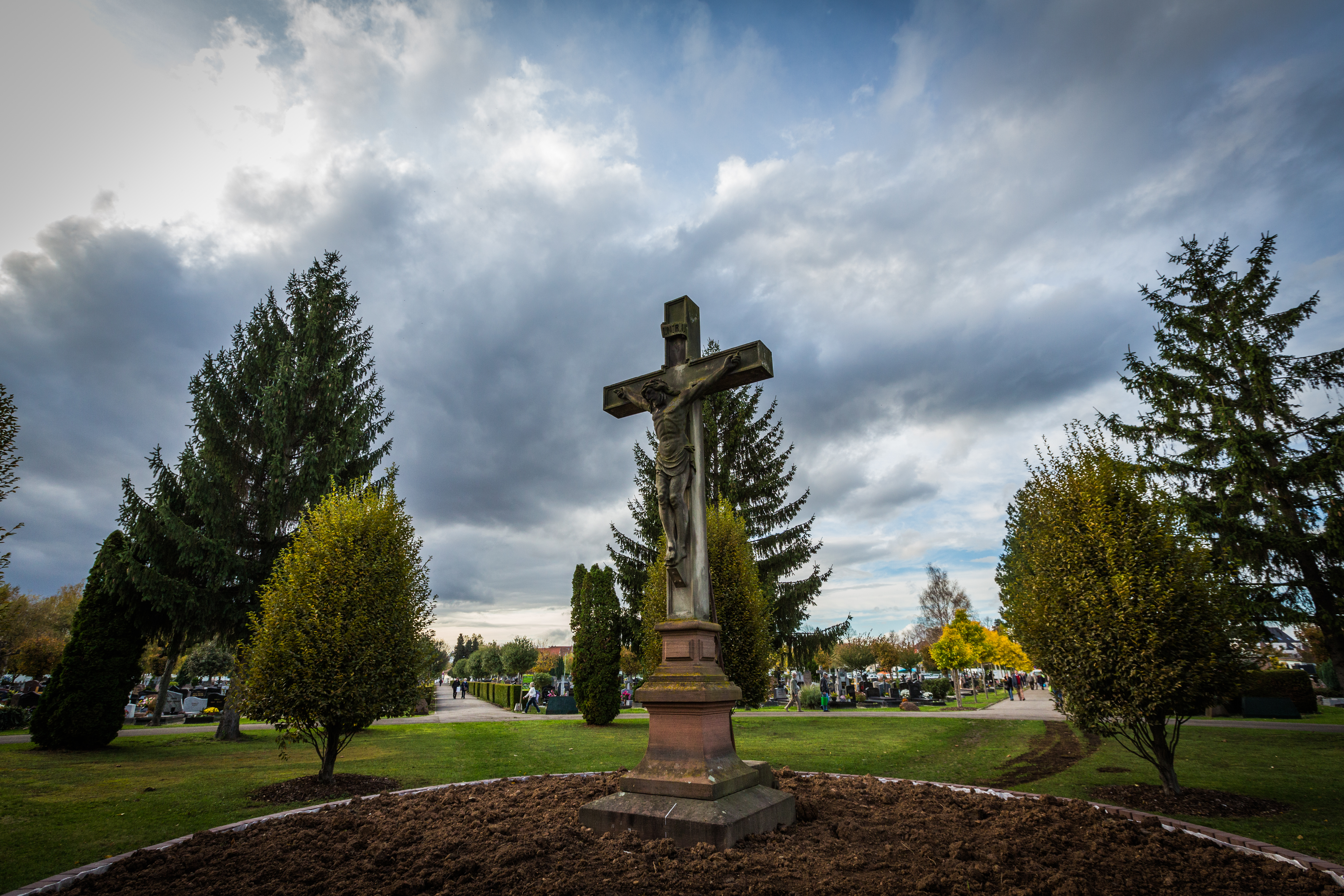
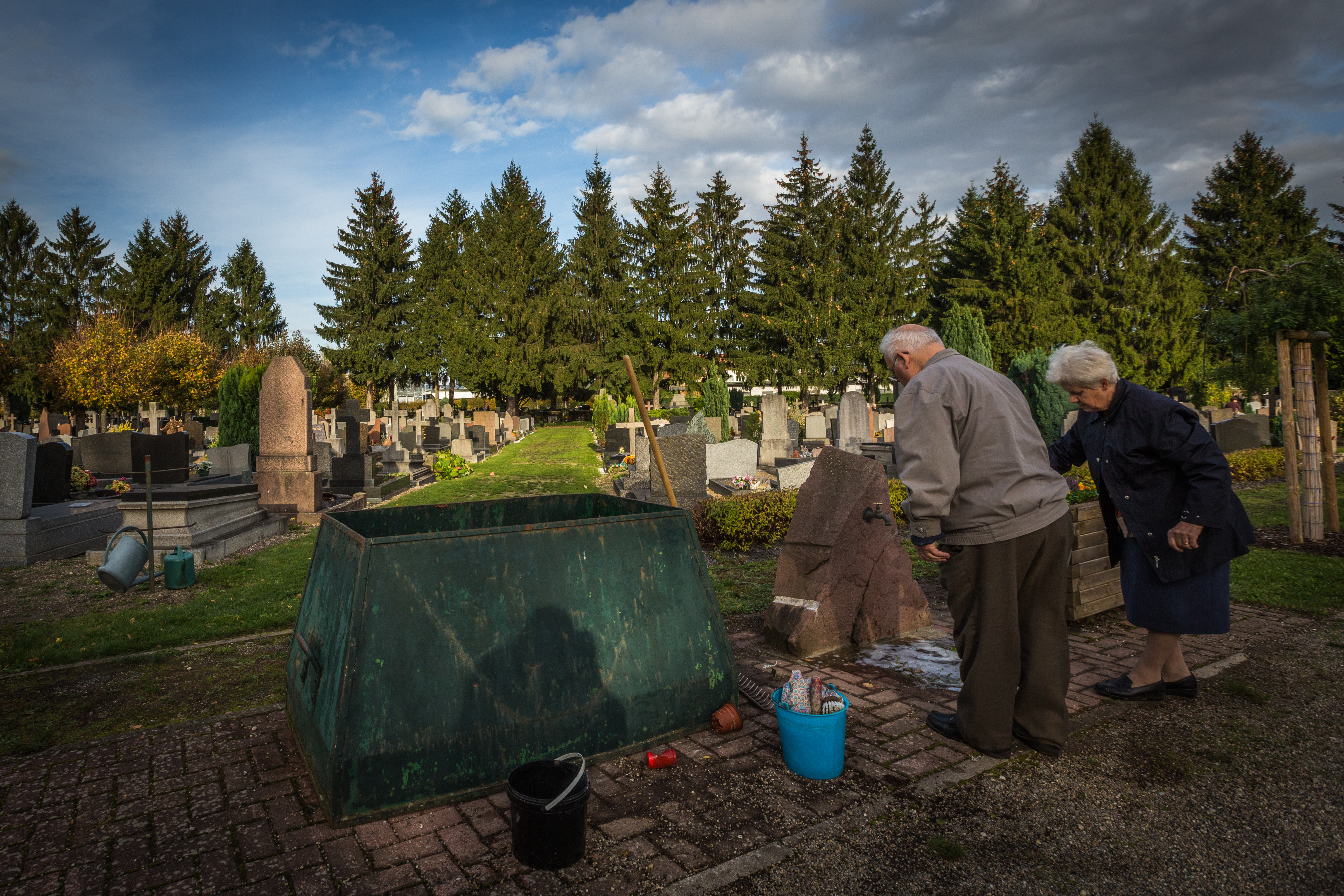
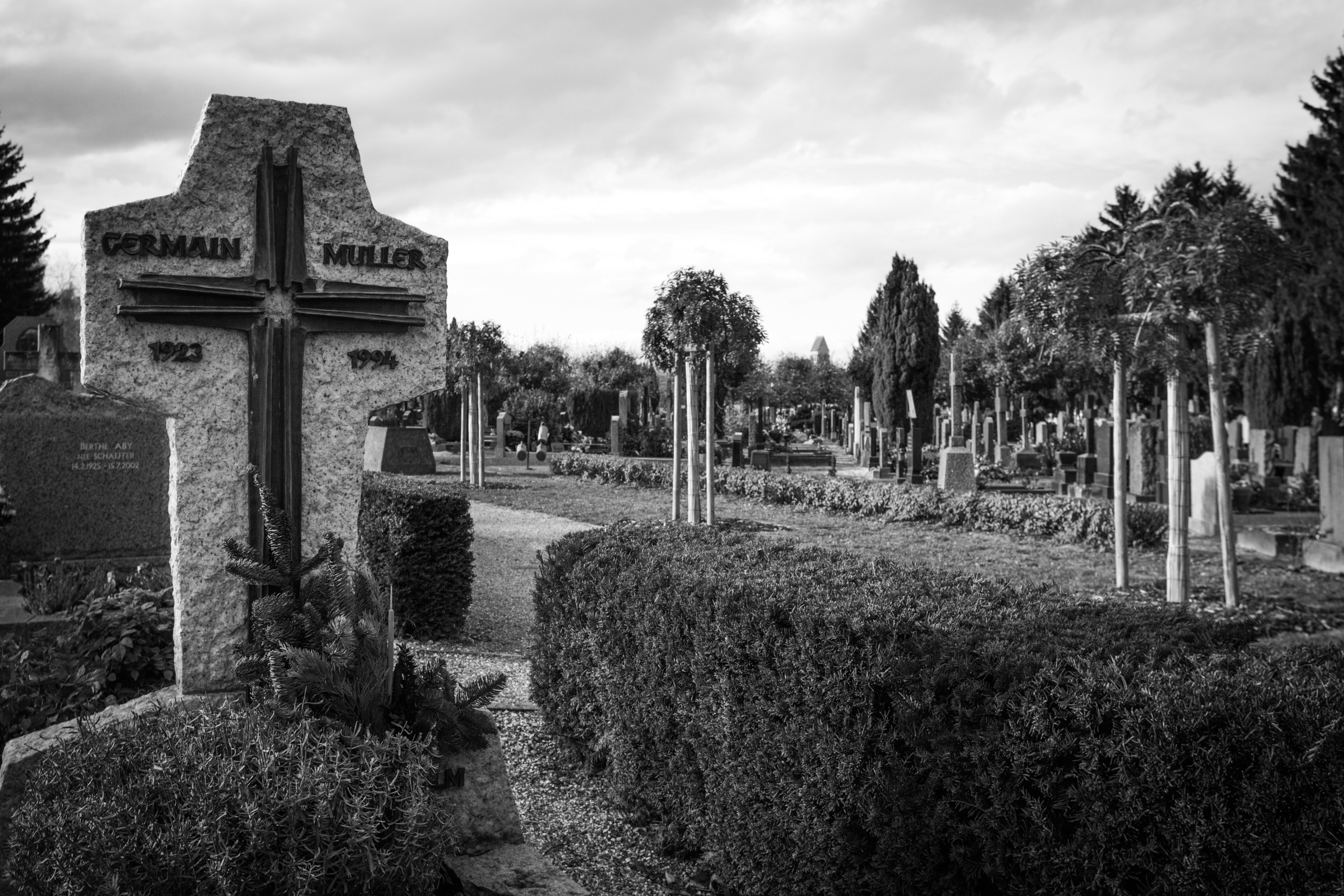
La sépulture du comédien Germain Muller.